# American Axle
American Axle & Manufacturing Holdings, Inc. (AAM), (NYSE: AXL), är ett amerikanskt bolag som tillverkar drivaxlar och drivlinor samt dess komponenter och system till den globala fordonsindustrin, som i sin tur använder produkterna i bussar, crossoverbilar, kommersiella fordon, lätta lastbilar, personbilar och stadsjeepar.